# حصاد العمر (مسلسل)
مسلسل حصاد العمر آخر أعمال الفنان الراحل محمود المليجي والفنانة كريمة مختار والفنان فاروق الفيشاوي والفنان القدير صلاح السعدني والفنان ممدوح عبد العليم والممثل الشاب علي السيد ويدور المسلسل بأحداث درامية وقصة أب يقاصي من قلة الدخل والراتب الذي لا يكفي المعيشة وتكثرالمعاناة مع فقدانه للراتب ويقوم بدور الفنان صلاح السعدني وهو صغير الموهبة الشابة علي السيد في دور ( منعم ) والذي يفكر بطريقة لمساعدة والديه للخرج من مأزق هذا الشهر ويبدأ الدراما والقصة بين الابن الذي يصرف والابن الذي يساعد وكيف تستمر الحياة في هذه الأسرة البسيطة والتي تمثل جزء كبير من أسرنا المصرية